# Elizabeth I của Anh
Elizabeth I của Anh (tiếng Anh: Elizabeth I of England; tiếng Pháp: Élisabeth Ire d'Angleterre; tiếng Tây Ban Nha: Isabel I de Inglaterra; 7 tháng 9 năm 1533 – 24 tháng 3 năm 1603) là Nữ vương nước Anh và Ireland từ ngày 17 tháng 11 năm 1558 cho đến khi qua đời. Bà được biết đến với những danh hiệu khác như Nữ vương Đồng trinh (The Virgin Queen), Gloriana, hoặc Good Queen Bess, và trở nên bất tử với tên Faerie Queene trong thiên sử thi cùng tên của Edmund Spenser. Elizabeth I là quân chủ cuối cùng của Vương tộc Tudor, những người khác thuộc dòng Tudor đã từng lên ngôi báu là ông nội Henry VII, cha Henry VIII, em trai cùng cha khác mẹ Edward VI và chị cùng cha khác mẹ Mary I. Thời trị vì của Elizabeth I kéo dài gần 45 năm, nổi bật với hai sự kiện: Vương quốc Anh trở nên một thế lực có ảnh hưởng toàn cầu, và những tranh chấp tôn giáo luôn sục sôi trong nước.
Elizabeth khởi sự cai trị đất nước bằng cách tìm kiếm những lời tư vấn khôn ngoan và thích đáng, những quyết định chính trị của Nữ vương thường dựa vào một nhóm các cố vấn đáng tin cậy được đặt dưới sự dẫn dắt của William Cecil, Nam tước Burghley. Một trong những quyết định quan trọng đầu tiên của Elizabeth là quay sang ủng hộ việc xác lập giáo hội theo khuynh hướng Kháng Cách cho nước Anh, với Nữ vương là Thống đốc Tối cao của Giáo hội. Từ đây hình thành và phát triển Anh giáo. Trái với sự mong đợi của thần dân cũng như của Quốc hội, Elizabeth không hề kết hôn. Mặc dù luôn cẩn trọng trong đối ngoại và dè dặt khi ủng hộ các chiến dịch quân sự tại Hà Lan, Pháp và Ireland, chiến tích nước Anh đánh bại hạm đội của Tây Ban Nha (Armada) năm 1588 được nối kết với tên tuổi của Nữ vương và thường được xem là một trong những chiến thắng lừng lẫy nhất trong lịch sử nước Anh.
Giai đoạn này thường được nhắc đến như là Thời kỳ Elizabeth hoặc Thời Hoàng kim Elizabeth. Các nhà viết kịch William Shakespeare, Christopher Marlowe và Ben Johnson đã tạo nên thanh danh cho mình trong thời kỳ này; Francis Drake trở thành người Anh đầu tiên thực hiện một chuyến hải hành vòng quanh Trái Đất; Francis Bacon thiết lập quan điểm chính trị và triết học; Bắc Mỹ trở thành thuộc địa của Anh do công của Walter Raleigh và Sir Humphrey Gilbert.
Elizabeth là một quân vương điềm tĩnh, quyết đoán và tỏ ra bảo thủ hơn vua cha và vua em. Câu nói được bà yêu thích là "Video et taceo" (Tôi quan sát và tôi im lặng). Chính phẩm hạnh này đã nhiều lần cứu Nữ vương khỏi bị trói buộc vào những liên minh sai lầm trong chính trị và hôn nhân. Giống vua cha Henry VIII, bà thích viết lách và làm thơ. Nữ vương đã ban "Chứng thực Vương triều" (Royal Charter) cho những định chế nổi tiếng như Đại học Trinity ở Dublin (năm 1592) và Công ty Đông Ấn Anh Quốc (1600). Virginia, một trong 13 khu thuộc địa, về sau hợp nhất để trở nên Hợp chúng quốc Hoa Kỳ, được đặt tên theo một danh hiệu của Elizabeth.
Tuy nhiên, các sử gia tỏ ra nghiêm khắc hơn, họ thường miêu tả Elizabeth là người nóng tính, đôi khi thiếu quyết đoán và cho rằng bà thành công là nhờ may mắn. Những năm cuối triều đại Elizabeth, một loạt những khó khăn về kinh tế và quân sự đã làm giảm sút uy tín của Nữ vương đến mức khi bà qua đời nhiều người đã thở phào nhẹ nhõm. Dù vậy, Elizabeth vẫn được các sử gia xem là một nhà cai trị có sức thu hút cá nhân và biết cách vượt qua mọi trở ngại để tồn tại trong một thời kỳ mà chính quyền thường hạn chế và thiếu hiệu quả, và khi vua chúa các Vương quốc láng giềng luôn phải đối phó với các khó khăn trong nước với nguy cơ Vương quyền có thể bị tổn hại nghiêm trọng, như trường hợp của các đối thủ của Elizabeth như Nữ vương Mary I của Scotland, bị tống giam năm 1568 rồi xử tử hình năm 1587.

## Thiếu thời

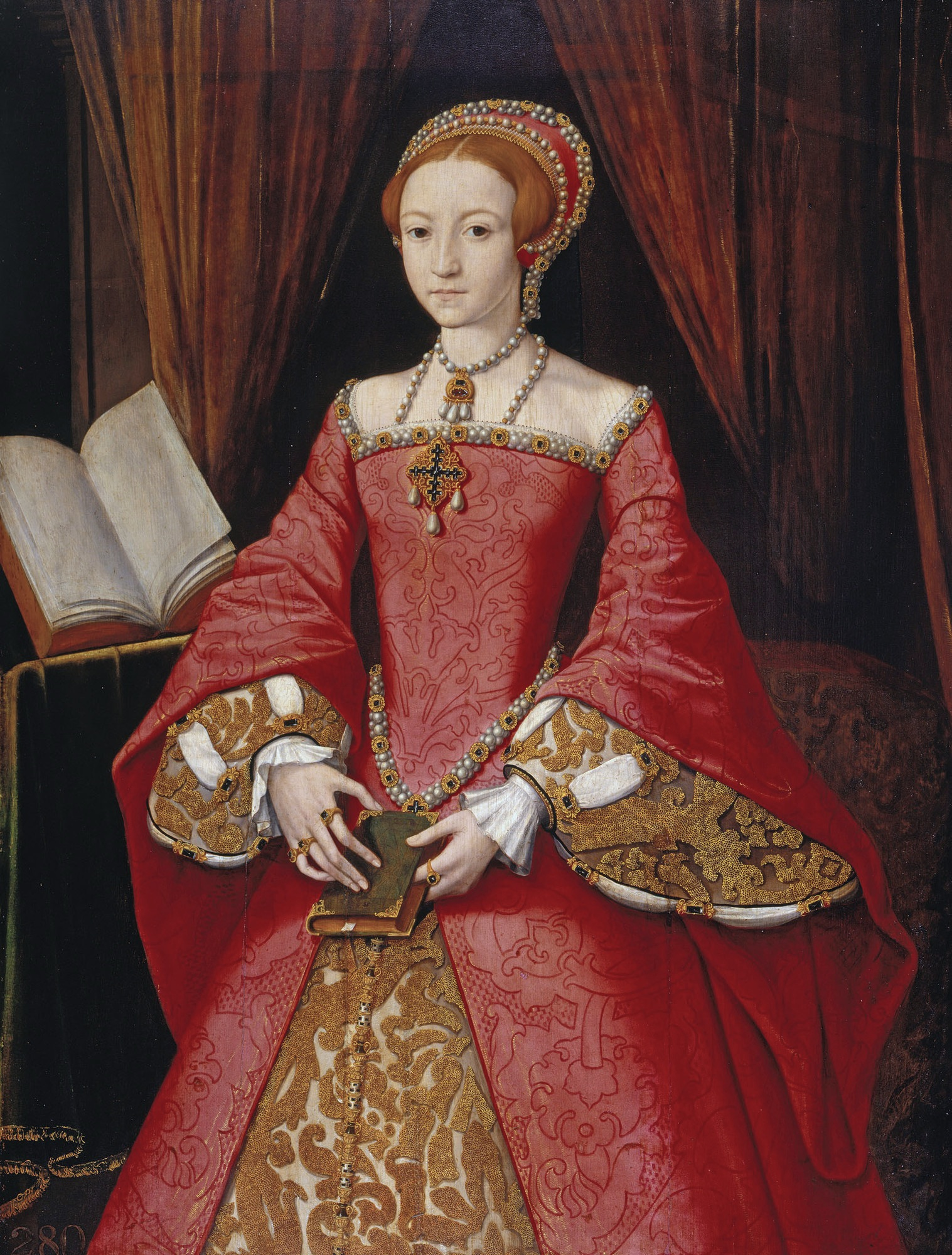
Elizabeth Tudor, lúc 13 tuổi.

Elizabeth Tudor là con duy nhất của Quốc vương Henry VIII và Vương hậu Anne Boleyn. Hai người bí mật kết hôn vào một thời điểm giữa mùa đông năm 1532 và cuối tháng 1 năm 1533. Elizabeth chào đời tại Lâu đài Placentia ở Greenwich ngày 7 tháng 9 năm 1533, và được đặt tên theo bà nội, Elizabeth xứ York. Ngay khi ra đời, Elizabeth được ban quyền kế thừa ngai báu mặc dù Henry VIII đã có một con gái, Mary Tudor. Vương nữ Mary khi đó không được cha công nhận là người thừa kế hợp pháp vì nhà vua đã hủy bỏ hôn ước với người mẹ, Catalina của Aragón, xuất thân Vương nữ của Tây Ban Nha và chỉ được gọi là Lady Mary.
Henry VIII mong chờ sự ra đời của một con trai để bảo đảm sự kế tục của triều đại Tudor, nhưng sau khi sinh hạ Elizabeth, Vương hậu Anne bị sẩy thai hai lần trong năm 1534 và đầu năm 1536, rồi nhà vua bắt đầu có quan hệ với Jane Seymour.
Vẫn còn nhiều tranh luận về nguyên nhân Anne Boleyn bị thất sủng, nhưng các sử gia đồng ý với nhau về sự vô tội của Anne Boleyn đối với các cáo buộc chống lại bà, họ tin rằng cái chết của bà đã được sắp đặt bởi những đối thủ chính trị. Anne Boleyn bị bắt ngày 2 tháng 5 năm 1536 và bị cầm tù. Mười bảy ngày sau bà bị hành quyết với các tội danh phản quốc, loạn luân với anh/em trai, George Boleyn, và tội phù thủy. Vương nữ Elizabeth Tudor khi đó còn chưa tròn 3 tuổi, bị tuyên bố là con bất hợp pháp và bị mất tước hiệu Vương nữ (Princess), cũng không được hưởng tài sản của người mẹ. Bà chỉ còn là Lady Elizabeth và không được sống gần cha khi ông kết hôn với Jane Seymour. Năm 1537, người vợ thứ ba của Henry VIII là Jane Seymour sinh ra con trai, Vương tử Edward; theo Đạo luật Kế vị năm 1544, Edward là người kế thừa ngai báu nước Anh, tức Edward VI của Anh.
Người bảo hộ đầu tiên của Elizabeth là Margaret Bryan, một người nữ quý tộc mà bà gọi là Muggie. Lúc 4 tuổi, Elizabeth có người bảo hộ mới, Katherine Champernowne, người mà Elizabeth thường gọi là "Kat". Champernowne tạo lập một mối quan hệ thân thiết với Elizabeth và trở thành người bạn tốt và thân tín suốt cuộc đời bà. Champernowne đóng góp nhiều cho học vấn của Elizabeth, với sự kèm cặp của William Grindal, bà có thể viết tiếng Anh, tiếng Latin và tiếng Ý, sau đó đạt nhiều tiến bộ trong việc học tiếng Pháp và tiếng Hy Lạp. Khi Grindal từ trần năm 1548, Roger Ascham thay thế Grindal hướng dẫn bà trong học thuật theo phương pháp mới, biến học tập thành một công việc thú vị. Matthew Parker, mục sư của mẹ bà, dành một mối quan tâm đặc biệt đến cuộc sống và quyền lợi của Elizabeth do Anne, khi ấy đang sống trong kinh hãi trước khi bị hành quyết, ủy thác Parker chăm sóc đời sống tâm linh cho con gái. Về sau Parker trở thành Tổng Giám mục thành Canterbury sau khi Elizabeth đăng quang năm 1558. Một người bạn thân tình khác mà Elizabeth thường nhắc đến với nhiều tình cảm là một người Ireland, Thomas Butler, về sau là Bá tước xứ Ormonde (mất năm 1615).

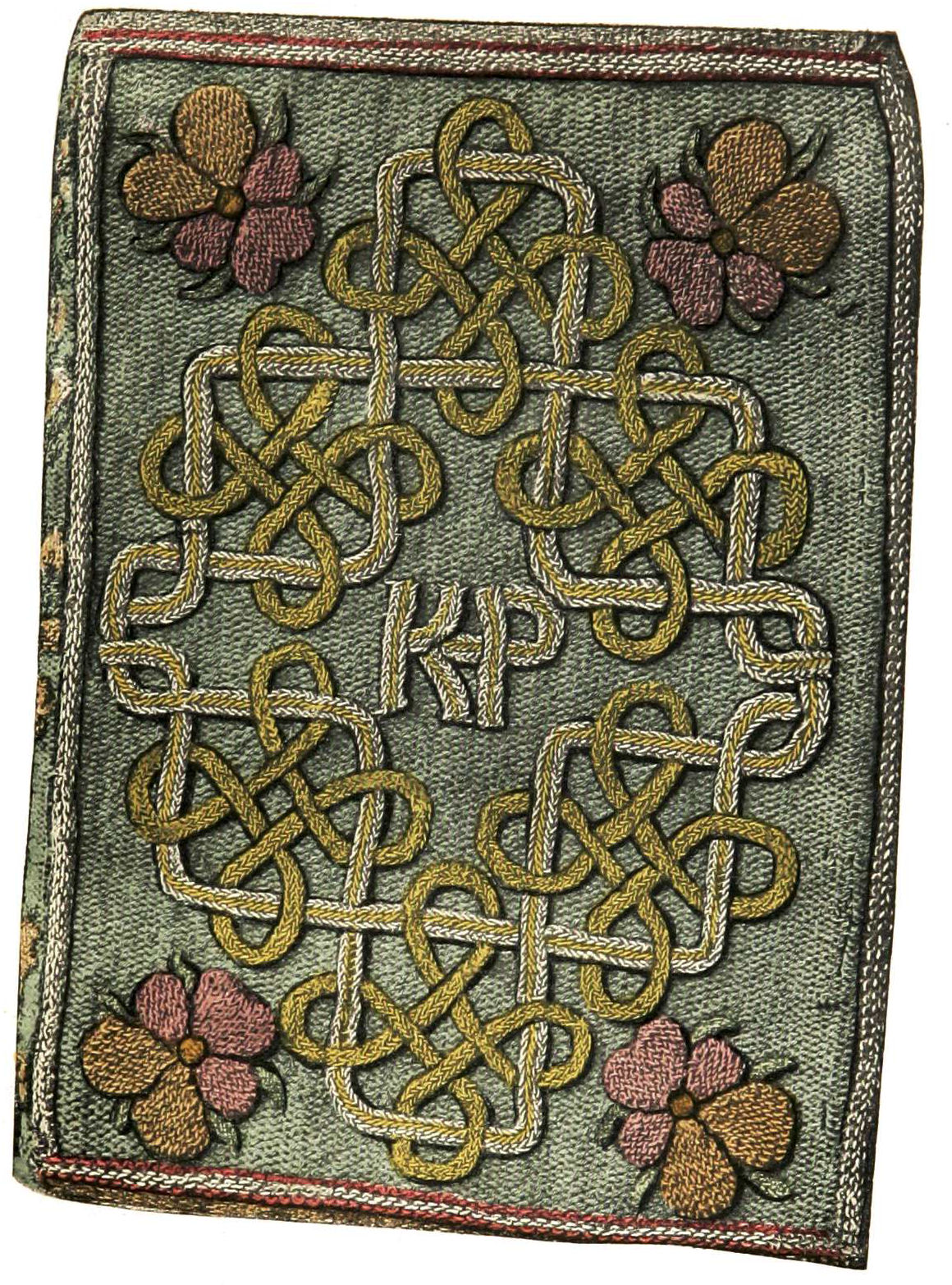
The Miroir or Glasse of the Synneful Soul, bản thảo do Elizabeth, lúc 11 tuổi, dịch từ tiếng Pháp, để dâng cho Catherine Parr năm 1544. Bìa sách thêu được cho là do chính tay Nữ vương tương lai thực hiện.

Lớn lên, Elizabeth là người đa tài, kiên định và cực kỳ thông minh. Bà ham thích học hỏi vì khao khát hiểu biết. Giống độc thân, bà là một cô gái lãng mạn và quyến rũ. Quốc vương Henry VIII qua đời năm 1547, truyền ngôi cho Edward VI. Vương hậu Catherine Parr, người vợ cuối của Henry VIII, sau khi trở thành Thái hậu thì tái kết hôn với Thomas Seymour, cậu của Edward VI. Seymour đem Elizabeth về nhà mình. Người ta tin rằng Seymour muốn tạo lập quan hệ thân tình với Elizabeth khi bà sống trong nhà ông. Ở đây, bà nhận lãnh giáo huấn từ Roger Ascham. Dưới ảnh hưởng của Catherine Parr và Ascham, Elizabeth được trưởng dưỡng trong đức tin Kháng Cách (Protestant).
Khi vua em Edward là người Kháng Cách sùng tín, còn trị vì, địa vị của Elizabeth vẫn còn an toàn. Đến năm 1553, Edward qua đời ở tuổi mười lăm vì bệnh tật từ khi còn nhỏ. Edward để lại một di chúc thay thế di chúc của Henry. Bất kể Đạo luật Kế vị 1544, di chúc này loại bỏ Mary và Elizabeth khỏi quyền kế thừa và công bố Lady Jane Grey, người được Thomas Seymour bảo hộ, là người kế vị. Một sự hợp tác giữa Thomas và John Dudley, Công tức xứ Northumberland, con trai của John, Guilford Dudley, đã kết hôn với Jane. Lady Jane lên ngai, nhưng bị phế truất chỉ hai tuần lễ sau đó. Trong sự tung hô của dân chúng, Mary chiến thắng tiến vào Luân Đôn, với cô em cùng cha khác mẹ Elizabeth ở bên cạnh.
Mối liên kết giữa hai chị em không kéo dài. Mary quyết tâm đàn áp đức tin Kháng Cách mà Elizabeth tiếp nhận từ khi còn bé, và buộc mọi người phải dự lễ Misa. Elizabeth không có sự lựa chọn nào khác phải tỏ ra phục tùng Nữ vương. Song uy tín của Mary sút giảm khi dân chúng biết dự định kết hôn với Vương tử Felipe của Tây Ban Nha (về sau là vua Felipe II của Tây Ban Nha) nhằm tìm kiếm sự hậu thuẫn cho phe Công giáo bên trong nước Anh. Sau cuộc nổi dậy của Wyatt năm 1554 tìm cách ngăn cản cuộc hôn nhân giữa Mary và Felipe nhưng thất bại, Elizabeth bị cầm giữ trong Tháp Luân Đôn vì bị cho là có dính líu đến cuộc nổi dậy. Có những sự đòi hỏi xử tử hình Elizabeth, nhưng đa số dân Anh không muốn nhìn thấy một thành viên thuộc dòng họ Tudor rất được lòng dân bị sát hại. Quan Chưởng ấn Stephen Gardiner muốn rút tên Elizabeth khỏi danh sách kế vị, nhưng cả Mary lẫn Quốc hội đều không đồng ý. Sau hai tháng bị giam giữ, Elizabeth được trả tự do vào đúng ngày mẹ bà bị hành quyết mười tám năm trước. Ngày 22 tháng 5, khi Elizabeth được đưa đến Woodstock để bị quản thúc tại gia dưới sự giám sát của Sir Henry Bedingfield, dân chúng đứng hai bên đường hoan hô bà.
Sau một thời gian trị vì ôn hòa, Mary, một người Công giáo sùng tín, khởi sự theo đuổi chính sách ngược đãi người Kháng Cách mà Nữ vương xem là những kẻ dị giáo và là mối de dọa cho thẩm quyền của bà. Do những cuộc bách hại chống phe Kháng Cách được tiến hành dưới thời trị vì của mình, Nữ vương bị gán cho biệt danh "Mary khát máu". Dù bị Mary thuyết phục cải đạo theo Công giáo La Mã, Elizabeth khôn khéo duy trì lòng trung thành với lương tâm và khát vọng của mình. Cuối năm ấy, khi có những lời đồn đại về việc Mary có thai, Elizabeth được phép trở lại triều đình theo lời yêu cầu của Felipe. Do lo ngại Nữ vương có thể chết khi sinh con, Felipe muốn Elizabeth, dưới sự bảo hộ của ông, sẽ là người kế vị, thay vì người có huyết thống gần Elizabeth nhất, Nữ vương Mary I của Scotland. Mary lớn lên trong vương cung Pháp và có hôn ước với Vương Thái tử Pháp, mặc dù là người Công giáo, Felipe không muốn Mary kế thừa ngai báu nước Anh vì sợ ảnh hưởng của người Pháp trên chính trường Anh qua Mary.

## Lên ngôi

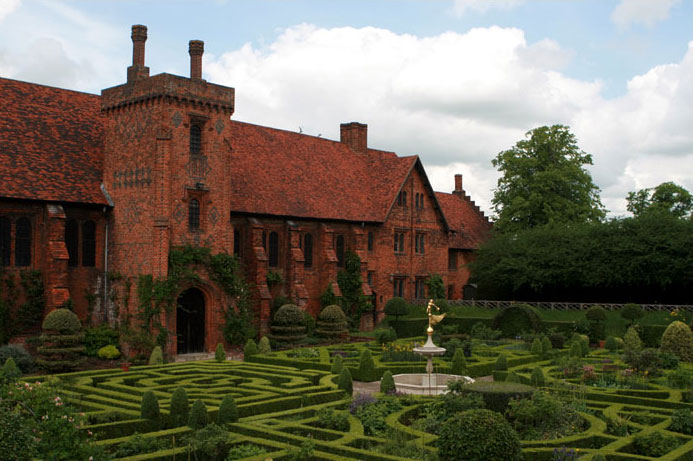
Phần còn lại của lâu đài cổ Hatfield House. Tại đây Elizabeth nghe tin Mary qua đời trong tháng 11 năm 1558.

Tháng 11 năm 1558, sau cái chết của Mary, Elizabeth I lên ngôi báu nước Anh. So với Mary, Nữ vương mới rất được lòng dân, người ta thuật lại rằng khi Mary qua đời dân chúng đã đổ ra đường reo mừng. Theo giai thoại kể lại, Elizabeth được báo tin kế vị khi đang ngồi dưới gốc cây sồi ở Hatfield đọc Kinh Thánh Hi văn, một người hầu đến gần và háo hức nói "Bệ hạ...". Elizabeth thốt lên một câu Kinh Thánh từ Thi thiên (Thánh vịnh) 118: 23, "Ấy là công việc của Chúa, một sự diệu kỳ trong mắt chúng ta".
Elizabeth lên ngôi lúc 25 tuổi. Suốt trong lễ đăng quang ngày 15 tháng 1 năm 1559, Elizabeth được dân chúng chào đón tung hô, họ diễn kịch và đọc thơ tán tụng nhan sắc và trí tuệ của Nữ vương. Lúc ấy chức Tổng Giám mục thành Canterbury (đứng đầu chức sắc Giáo hội Anh) đang khuyết; Hồng y Reginald Pole vừa qua đời. Các Giám mục có thế lực từ chối tham dự lễ đăng quang vì chiếu theo giáo luật Công giáo, Elizabeth, một tín hữu Kháng Cách, bị xem là bất hợp pháp. Chỉ có một chức sắc ít tiếng tăm là Owen Oglethorpe, Giám mục thành Carlisle, đến tham dự và trao vương miện cho Nữ vương. Lễ Tiệc Thánh được cử hành bởi tuyên úy của Nữ vương.
Lễ đăng quang của Elizabeth I là lần cuối cùng được cử hành theo nghi thức Latin; từ đó, các lễ đăng quang, ngoại trừ của George I, đều được cử hành theo nghi thức Anh. Elizabeth thuyết phục Matthew Parker nhận lãnh chức vụ Tổng Giám mục Canterbury.
Ngày 20 tháng 11 năm 1558, Elizabeth nói chuyện với Hội đồng Tư vấn và các nhà quý tộc tụ họp về Hatfield để tuyên thệ trung thành với Nữ vương, trong đó lần đầu tiên bà đề cập đến ẩn dụ "hai định chế" thường được sử dụng sau này: định chế thiên nhiên và định chế chính trị.
| “ | ...trọng trách đặt nặng trên vai làm trẫm kinh hãi, nhưng khi nhận biết mình là một tạo vật của Thiên Chúa, được dựng nên để vâng phục ý chỉ của Ngài, từ đáy lòng trẫm khao khát được thêm sức bởi ân điển của Ngài, để ý Chúa được nên trong nhiệm vụ Ngài giao phó. Dù là một người như mọi người khác, bởi ý Chúa, trẫm được đặt vào vị trí đứng đầu một định chế chính trị, vì vậy trẫm mong mọi người... sẽ chung tay giúp sức để triều đại này với sự phục vụ của thần dân sẽ hoàn thành tốt nhiệm vụ đối với Thiên Chúa toàn năng, và để lại cho hậu thế nhiều điều tốt lành. Trẫm hứa sẽ hành động theo những lời khuyên và tư vấn khôn ngoan và đúng đắn. | ” |

Trước đó, trong cuộc diễu hành chiến thắng đi qua khắp thành phố ngay vào ngày trước lễ đăng quang, Elizabeth được thần dân hết lòng chào đón với những bài diễn văn cùng những lễ hội tung hô tân vương, hầu hết diễn ra theo khuynh hướng Kháng Cách. Sự duyên dáng và thái độ cởi mở của Elizabeth làm thần dân càng thêm yêu mến bà. Hôm sau, tại Điện Westminster, Owen Oglethorpe, Giám mục Carlise, đội vương miện cho Elizabeth. Lễ đăng quang được xem như là một sự kiện thể hiện sự đồng thuận của thần dân, trong âm thanh ồn ả của các loại nhạc cụ như đàn organ, sáo, kèn, trống, và chuông.

## Tôn giáo
Một trong những mối quan tâm hàng đầu của Elizabeth I khi bắt đầu trị vì là các vấn đề tôn giáo. Nhận biết thần dân muốn Nữ vương khước từ quyền lực của Giáo hoàng và ảnh hưởng của Tây Ban Nha, điều này phù hợp với ước nguyện của bà và những quyết sách được đề nghị bởi Sir William Cecil. Elizabeth cũng biết Giáo hoàng sẽ không chịu công nhận bà là con hợp pháp của Henry VIII và là quân vương của nước Anh. Vì vậy, Nữ vương quyết định thành lập một giáo hội Kháng Cách phù hợp với nguyện vọng người dân Anh.
Năm 1559, Quốc hội làm luật thành lập giáo hội theo mô hình của Edward VI, với nhà vua là người đứng đầu giáo hội. Dự luật nhận được sự ủng hộ mạnh mẽ tại Viện Thứ dân, nhưng gặp chống đối tại Viện Quý tộc, đặc biệt là từ các Giám mục. Tuy nhiên, may mắn cho Elizabeth, nhiều vị trí Giám mục đang khuyết, kể cả chức vụ Tổng Giám mục thành Canterbury. Điều này giúp các thành viên Viện Quý tộc ủng hộ Kháng Cách chiếm đa số phiếu khi biểu quyết. Đạo luật Đồng nhất (Act of Uniformity) được Nữ vương phê chuẩn năm 1559, quy định việc sử dụng Sách Cầu nguyện chung theo đức tin Kháng Cách trong các nhà thờ. Bí tích Thánh thể của Giáo hội Công giáo bị bác bỏ. Nữ vương nhận danh hiệu "Thống đốc Tối cao của Giáo hội Anh" thay vì "Đầu của Giáo hội".
Đạo luật Quyền Tối thượng năm 1559 buộc tất cả viên chức công phải chấp nhận quyền kiểm soát của nhà vua trên giáo hội. Nhiều Giám mục từ chối ủng hộ lập trường của Elizabeth bị bãi chức và được thay thế bởi những chức sắc ủng hộ Nữ vương. Bà bổ nhiệm Hội đồng Tư vấn mới, không còn có sự hiện diện của các thành viên Công giáo. Dưới triều Elizabeth, tình trạng chia rẽ và tranh chấp do bè phái giảm thiểu đáng kể. Cố vấn trưởng của Nữ vương, Sir William Cecil, đảm nhiệm chức Bộ trưởng Ngoại giao, và Sir Nicholas Bacon làm Quan Chưởng ấn.
Nhiều tín hữu Công giáo, nhất là ở châu Âu đại lục, xem Elizabeth là dị giáo. Ngày 25 tháng 3 năm 1570, Giáo hoàng Piô V ra chỉ dụ Regnans in Excelsis phạt vạ tuyệt thông Elizabeth và gọi là bà là "Nữ vương tiếm vị". Chỉ dụ này, trên lý thuyết giải phóng người Công giáo tại Anh khỏi nghĩa vụ trung thành với Elizabeth, lại khiến giáo hội Anh liên kết chặt chẽ với vương quyền và đặt người Công giáo tại Anh vào tình huống khó khăn

## Hôn nhân

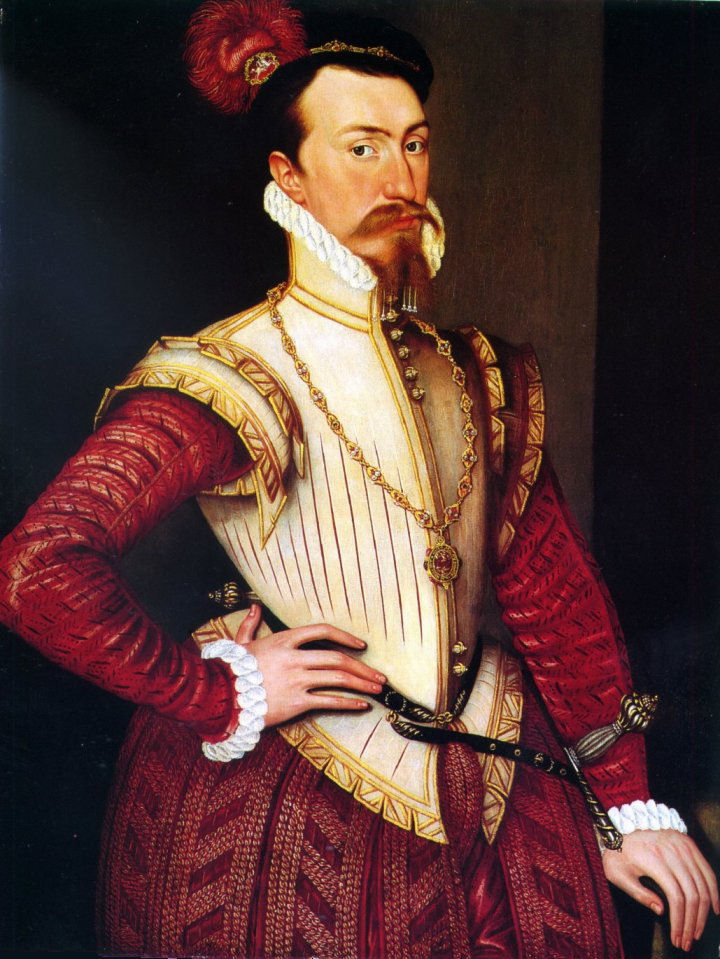
Robert Dudley. Mối thâm tình giữa Elizabeth và Dudley kéo dài hơn 30 năm.

Ngay từ lúc mới lên ngôi, chuyện hôn nhân của Nữ vương là vấn đề được mọi người quan tâm. Trong thực tế, Elizabeth chưa bao giờ kết hôn mà không ai biết rõ nguyên nhân. Nữ vương cũng từng tính đến việc chọn người phối ngẫu, trong đó có François, Công tước xứ Anjou. Tuy vậy, Elizabeth không thấy cần có một người đàn ông giúp đỡ để trị nước, và một cuộc hôn nhân có thể khiến Nữ vương vướng vào nguy cơ bị ngoại bang can thiệp vào nội tình nước Anh, như trường hợp của Mary. Mặt khác, hôn nhân có thể cho Nữ vương cơ hội có con nối dõi.
Nhiều người muốn kết hôn với Elizabeth, nhưng Nữ vương chỉ xem xét ba hoặc bốn trường hợp. Người bạn từ thuở thiếu thời, Robert Dudley, có lẽ là người có nhiều cơ may nhất. Nhưng Dudley đã kết hôn và William Cecil, cố vấn thân tín nhất của Elizabeth, phản đối mối quan hệ này. Năm 1560, cái chết không rõ nguyên nhân của Amy Robstart, vợ của Dudley, đã gây ra nhiều lời đồn đoán. Cuối cùng Nữ vương đặt bổn phận cao hơn tình cảm, phong Dudley làm Bá tước xứ Leicester và bổ nhiệm ông vào Hội đồng Cơ mật, hai người vẫn duy trì tình bạn lâu dài.
Sau Dudley, Elizabeth xem hôn nhân như là một phần trong chính sách đối ngoại, xem đây là nghĩa vụ hơn là tình cảm cá nhân. Quốc hội nhiều lần khẩn khoản Nữ vương kết hôn, nhưng bà cứ lẩn tránh. Khi Elizabeth mắc bệnh đậu mùa trong năm 1563, Quốc hội khẩn nài Nữ vương kết hôn hoặc chỉ định người kế nhiệm nhằm tránh một cuộc nội chiến có thể xảy ra khi bà băng hà, nhưng bị từ chối. Năm 1570, khi các nhân vật chủ chốt trong triều nhận biết Nữ vương không chịu kết hôn, cũng không chỉ định người kế nhiệm, William Cecil ra sức tìm kiếm giải pháp cho vấn đề thừa kế. Nhưng chính sự im lặng của Elizabeth đã củng cố sự an toàn chính trị cho bà: Nữ vương biết rằng nếu chỉ định người thừa kế có thể xảy ra một cuộc đảo chính. Trong khi đó, tình trạng độc thân của Elizabeth dấy lên trong dân chúng lòng sùng bái dành cho một Nữ vương đồng trinh. Trong thi ca cũng như trong hội họa, Nữ vương được miêu tả như là một nữ thần, không phải một phụ nữ bình thường.

## Đối ngoại
Chính sách đối ngoại của Elizabeth chủ yếu là phòng thủ, với một ngoại lệ là cuộc chiếm đóng Le Havre kéo dài từ tháng 10 năm 1562 đến tháng 6 năm 1563, khi phe Huguenot đồng minh với Elizabeth liên kết với phe Công giáo Pháp tái chiếm bến cảng này. Elizabeth định ý trao đổi Le Havre để lấy Calais mà người Pháp đã chiếm lại vào tháng 1 năm 1558. Năm 1560, bà gởi quân đến Scotland để ngăn cản ý định của người Pháp sử dụng đất nước này như một hậu cứ để tấn công nước Anh.
Năm 1585, Elizabeth ký Hiệp ước Nonsuch với Hà Lan nhằm ngăn chặn hiểm họa từ Tây Ban Nha. Dựa vào sức mạnh của các hạm đội Anh Quốc mà Elizabeth có thể theo đuổi chính sách đối ngoại mạnh mẽ hơn. Khi tranh chấp với Tây Ban Nha, 80% cuộc chiến diễn ra trên mặt biển. Nữ vương phong tước cho Francis Drake sau chuyến thám hiểm vòng quanh thế giới từ năm 1577 đến 1580, và sau những cuộc đột kích của ông nhắm vào những hải cảng và hạm đội của Tây Ban Nha. Triều đại của bà cũng chứng kiến việc thành lập những đồn điền đầu tiên trên những vùng đất mới ở châu Mỹ, và khu thuộc địa Virginia được đặt tên để vinh danh Nữ vương. Dù vậy, những vụ cướp biển và những vụ làm ăn bất chính của những tay phiêu lưu trên biển vẫn diễn ra ngoài vòng kiểm soát của triều đình.
Elizabeth phê chuẩn Hiệp ước Cateau-Cambresis năm 1559, mang lại hòa bình cho hai nước Anh và Pháp. Bà ủng hộ nguyên tắc "Nước Anh của người Anh". Tuy nhiên, một lãnh thổ dưới quyền cai trị của bà là Ireland không chấp nhận nguyên tắc này.

### Mary I của Scotland

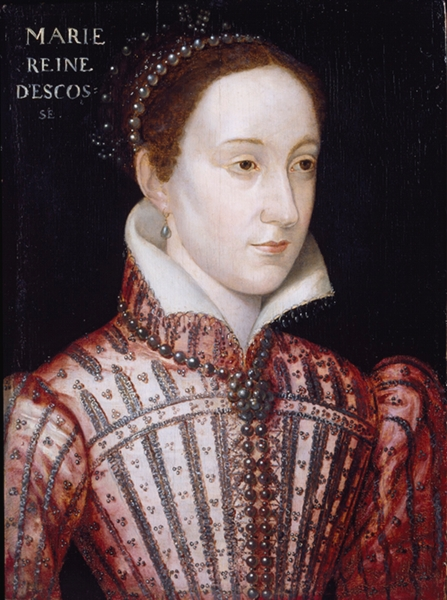
Mary Stuart, tranh François Clouet, c. 1559

Elizabeth có một đối thủ nguy hiểm là một người cháu họ, một giáo dân Công giáo, Mary Stuart, Nữ vương Scotland và là vợ của Vua nước Pháp, François II. Năm 1559, với sự ủng hộ của nước Pháp, Mary tuyên bố là Nữ vương nước Anh. Chính sách ban đầu của Elizabeth đối với Scotland là chống lại sự hiện diện của người Pháp ở đây do lo ngại âm mưu của người Pháp xâm lăng nước Anh và đặt Mary, Nữ vương Scotland lên ngai báu Anh Quốc. Elizabeth gửi quân đến Scotland hỗ trợ những người Kháng Cách chống đối. Tháng 7 năm 1560, Hiệp ước Edinburgh được ký kết giúp giải tỏa mối đe dọa của người Pháp từ phía bắc. Năm 1561, khi Mary quay trở lại Scotland để cầm quyền thì giáo hội Kháng Cách đã có vị trí vững chắc ở đây, và đất nước được cai trị bởi một hội đồng các nhà quý tộc Kháng Cách được Elizabeth hậu thuẫn. Mary từ chối phê chuẩn hiệp ước.
Năm 1565, Mary kết hôn với Huân tước Darnley, người tuyên bố quyền kế thừa ngai vàng nước Anh. Tuy vậy, cuộc hôn nhân là điểm khởi đầu một chuỗi những sai lầm khiến Mary mất quyền kiểm soát vào tay những người Kháng Cách Scotland và Elizabeth. Darnley bị mất lòng dân và mang tiếng xấu khi xử lý vụ án mạng David Rizzio, một thư ký người Ý của Mary. Tháng 2 năm 1567, Darnley bị James Hepburn, Bá tước xứ Bothwell giết chết. Tháng 5 năm 1657, Mary kết hôn với James Hepburn, dấy lên những nghi ngờ cho rằng Nữ vương đồng mưu giết chồng.
Những sự kiện này mau chóng làm sụp đổ uy tín chính trị của Mary và dẫn đến việc bà bị giam cầm tại Lâu đài Loch Leven. Giới quý tộc Scotland buộc Mary thoái vị và lập con trai của bà, James, kế vị. James sinh năm 1566, được giáo dưỡng trong niềm tin Kháng Cách. Mary trốn thoát khỏi Loch Leven năm 1568, băng qua biên giới để vào nước Anh. Mary bị giam giữ tại đây trong 19 năm.
Năm 1569, những người chủ mưu vụ Nổi dậy ở phương Bắc âm mưu giải thoát Mary và lập kế hoạch cho bà kết hôn với Thomas Howard, Công tước xứ Norfork. Elizabeth cho bắt giam Howard. Năm 1570, xảy ra vụ mưu phản do Ridolfi cầm đầu nhằm ám sát Elizabeth để tôn Mary lên ngôi. Đến năm 1586 xảy ra vụ mưu phản Babington. Lúc đầu, Elizabeth chống lại chủ trương tử hình Mary, nhưng đến cuối năm Nữ vương chịu nhượng bộ trước áp lực của triều thần. Ngày 8 tháng 2 năm 1587, Mary bị chém đầu tại Lâu đài Fotheringhay, Northamptonshire.

### Chiến tranh với Tây Ban Nha

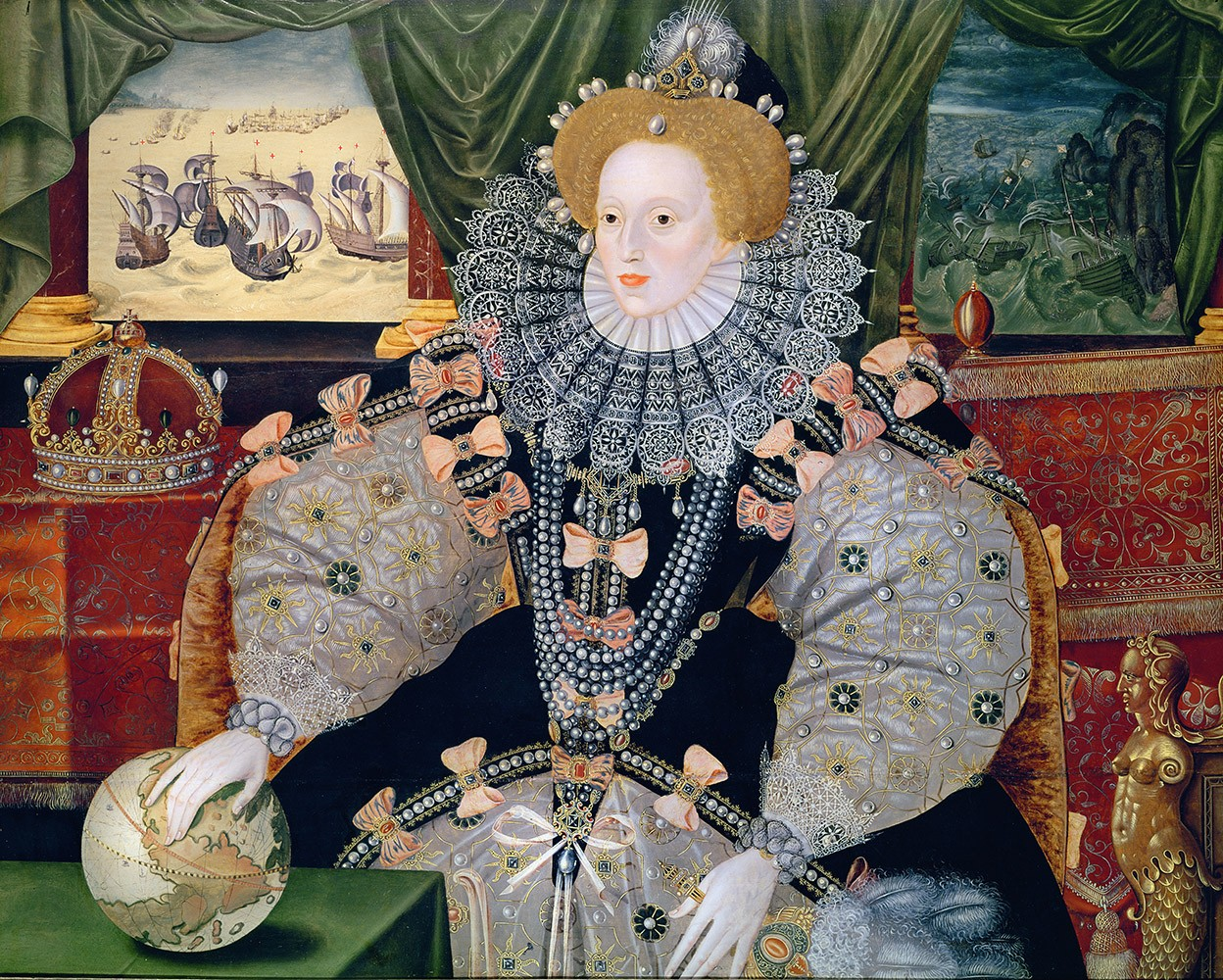
Chân dung Elizabeth I trong ngày đọc diễn văn chiến thắng Hạm đội Tây Ban Nha (Armada), 19 tháng 8 năm 1588 (minh họa phía sau); bàn tay Nữ vương đặt trên quả địa cầu biểu trưng sức mạnh toàn cầu của nước Anh.

Sau những thất bại thảm hại trong vụ Le Havre từ năm 1562-1563, Elizabeth chống lại việc mở các cuộc viễn chinh nhắm vào lục địa Âu châu mãi cho đến năm 1585, khi Nữ vương cử một đạo quân đến hỗ trợ lực lượng phiến quân Kháng Cách tại Hà Lan đang chống lại vua Tây Ban Nha Felipe II. Sau khi những đồng minh của Elizabeth, Hoàng thân Guillaume I của Orange-Nassau, và François (Công tước Anjou) từ trần, và một loạt các thị trấn Hà Lan chịu thần phục Alexander Farnese Công tước xứ Parma, Thống đốc Hà Lan thuộc Tây Ban Nha. Tháng 12 năm 1584, liên minh giữa Felipe II và Liên đoàn Công giáo Pháp tại Joinville làm xói mòn sức mạnh của Henri III của Pháp, em của Anjou, trong nỗ lực chống lại quyền thống trị của Tây Ban Nha tại Hà Lan. Nó cũng mở rộng ảnh hưởng của Tây Ban Nha dọc theo Eo biển Manche trên đất Pháp và trở thành mối đe dọa đối với nước Anh. Tháng 8 năm 1585, Anh và Hà Lan phản ứng bằng cách ký kết Hiệp ước Nonsuch, theo đó Elizabeth cam kết hỗ trợ quân sự cho Hà Lan. Hiệp ước này đánh dấu sự bùng nổ Chiến tranh Anh-Tây Ban Nha, kéo dài đến năm 1604 khi Hiệp ước Luân Đôn được ký kết.
Năm 1586, Sir Francis Drake bắt đầu tập kích các tàu buôn Tây Ban Nha trên Thái Bình Dương và vùng biển Caribbean, và mở một cuộc tấn công dữ dội vào cảng Cádiz.
Cuộc viễn chính dưới quyền chỉ huy của Robert Dudley, Bá tước xứ Leicester, là một thất bại. Thiếu hụt tiền và binh lính cộng với sự bất tài của Dudley đã làm hỏng chiến dịch. Đến tháng 12 năm 1587, Dudley phải từ nhiệm và vua Felipe II quyết định tiến chiếm nước Anh
Ngày 12 tháng 7 năm 1588, Armada Tây Ban Nha, hạm đội lừng danh và là sức mạnh thống trị trên mặt biển của Đế quốc Tây Ban Nha, giong buồm đến eo biển, chuẩn bị cho cuộc xâm lăng trong kế hoạch phối hợp với đạo quân tinh nhuệ của Công tước xứ Parma, từ Hà Lan tiến đánh vào bờ biển đông nam nước Anh. Nhờ thời tiết thuận lợi, với các tàu chiến nhỏ nhưng cơ động, cùng những tin tức tình báo gởi đi từ Hà Lan, hải quân Anh chuẩn bị sẵn sàng đối đầu Armada Tây Ban Nha với các tàu chiến lớn và trang bị hỏa lực mạnh. Do tính toán sai, thiếu may mắn và bị những con tàu lửa (những chiếc thuyền chất đầy vật liệu bắt lửa, phóng hỏa và lao vào hạm đội địch) của Anh tấn công. Mặt khác, vào ngày 1 tháng 8, các tàu chiến của Tây Ban Nha cắm neo trong hải cảng Graville bị đánh bạt lên phía đông bắc, Armada bị đánh bại. Hạm đội bị đánh tan tác quay về Tây Ban Nha sau khi gánh chịu những thiệt hại nặng nề gây ra bởi những cơn bão dữ trên biển Ireland.
Ngày 9 tháng 8 lịch Julius (tức ngày 19 tháng 8 theo Lịch Gregorius), Elizabeth đến thị sát quân binh trú đóng tại Tilbury ở Essex. Mang một áo giáp che ngực bằng bạc bên ngoài chiếc áo dài màu trắng, Nữ vương đã đọc một trong những bài diễn văn nổi tiếng nhất của mình:
| “ | Trẫm vẫn thường được khuyến cáo hãy cẩn thận giữ mình khi đến giữa hàng quân có vũ trang, vì e ngại những âm mưu bội phản; nhưng trẫm đảm bảo rằng trẫm không hề muốn sống mà không tin tưởng thần dân trung thành và đáng yêu của trẫm. Chỉ có những bạo chúa mới lo sợ như thế... Trẫm biết rằng mình chỉ là một phụ nữ yếu đuối; nhưng là một phụ nữ có trái tim và lòng gan dạ của một quân vương, của một vua chúa nước Anh, dám coi thường cả Parma và Tây Ban Nha, hoặc bất kỳ vua chúa châu Âu nào muốn xâm lăng bờ cõi của trẫm... | ” |

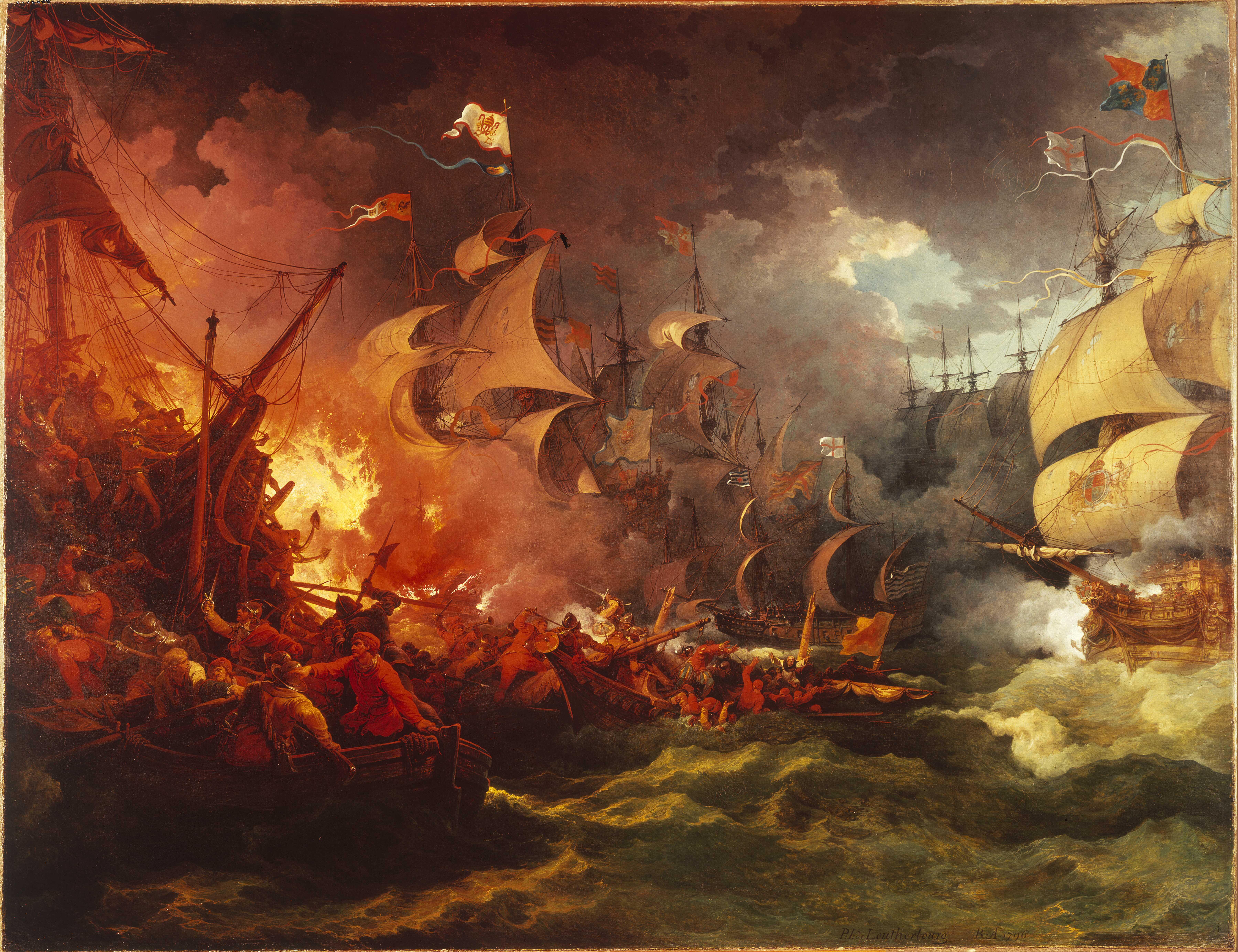
Đánh bại Armada Tây Ban Nha (1588), tranh của Philippe-Jacques de Loutherbourg (1796).

Khi thoát nạn ngoại xâm, cả nước vui mừng. Buổi lễ Tạ ơn ở Đại giáo đường Thánh Phao-lô được tổ chức long trọng không kém lễ đăng quang. Việc đánh bại hạm đội lừng danh của Tây Ban Nha là một chiến thắng vang dội, cho Elizabeth và cho những người Kháng Cách tại Anh. Người dân Anh xem sự kiện này như là dấu chỉ về sự phù trợ của Thiên Chúa, và về sự bất khả xâm phạm của vương quốc dưới quyền cai trị của một Nữ vương đồng trinh. Tuy nhiên, chiến thắng này không thay đổi toàn cục cuộc chiến. Chiến tranh vẫn tiếp diễn, Tây Ban Nha tiếp tục kiểm soát Hà Lan, và hiểm họa xâm lăng vẫn còn đó.

### Pháp
Khi Henri IV, một tín hữu Kháng Cách, lên ngôi báu năm 1589, Elizabeth điều quân đến hỗ trợ tân vương. Quyền kế thừa của Henri bị thách thức bởi Liên minh Công giáo và Felipe II, do đó Elizabeth e rằng Tây Ban Nha sẽ chiếm đóng các hải cảng dọc eo biển, song các chiến dịch của Anh tiến hành trên đất Pháp lại tổ chức kém và thiếu hiệu quả. Huân tước Willoughby, hầu như chẳng quan tâm đến các mệnh lệnh của Nữ vương, xua 4.000 quân lên phương bắc mà chẳng thu được kết quả nào. Tháng 12 năm 1589, quân Anh phải triệt thoái trong hỗn loạn, thiệt hại một nửa quân số. Năm 1591, John Norreys dẫn 3.000 quân tiến đến Bretagne để chuốc lấy thất bại thảm hại.
Trong các cuộc viễn chinh, Elizabeth không muốn đáp ứng yêu cầu của các tư lệnh mặt trận khi họ cần thêm quân dụng và viện binh. Norreys phải đích thân về Luân Đôn để cầu viện, khi ấy quân đội của Liên minh Công giáo tiến đến tàn sát binh lính của ông tại Craon, phía tây bắc nước Pháp, vào tháng 5 năm 1591. Tháng 7, Elizabeth gởi một đạo quân khác dưới quyền chỉ huy của Robert Devereux, Bá tước xứ Essex, đến giúp Henri IV vây hãm thành Rouen. Lại thêm một thất bại: Devereux chẳng làm được gì và phải trở về vào tháng 1 năm 1592. Thông thường, Elizabeth không kiểm soát được các tư lệnh một khi họ đem quân ra nước ngoài. "Ông ta ở đâu, làm gì, hoặc sẽ làm gì, trẫm không hề hay biết." Elizabeth viết như thế về Devereux.

### Ireland
Mặc dù Ireland là một trong hai vương quốc của Elizabeth, bà phải đối diện với sự thù nghịch ở đây – trong những khu vực được dành cho quyền tự trị -  ở đó cư dân Công giáo ủng hộ kẻ thù của Nữ vương. Chính sách của Elizabeth là ban đất cho các cận thần và ngăn chặn những người chống đối thiết lập hậu cứ cho Tây Ban Nha tấn công nước Anh. Để đáp trả các cuộc nổi dậy liên tiếp, quân Anh áp dụng chiến thuật đốt phá và tàn sát đàn ông, phụ nữ và trẻ em. Năm 1582, trong cuộc nổi dậy ở Munster của Gerald FitzGerald, Bá tước xứ Desmond, ước tính có khoảng 30.000 người Ireland bị bỏ đói cho đến chết.
Từ năm 1594 đến 1603 là giai đoạn khó khăn nhất khi xảy ra cuộc nổi dậy gọi là Loạn Tyrone, hay Cuộc chiến Chín năm do Hugh O’Neill, Bá tước xứ Tyrone lãnh đạo với sự hậu thuẫn của Tây Ban Nha. Mùa xuân năm 1599, Elizabeth sai Robert Devereux, Bá tước xứ Essex, đến dẹp loạn, nhưng ông này không làm được gì mà còn tự ý bỏ về. Charles Blount, Huân tước Mountjoy, được cử đến thay thế Devereux, phải mất ba năm mới đánh bại quân phiến loạn. Năm 1603, O’Neill chịu đầu hàng, chỉ ít ngày sau khi Elizabeth qua đời.

## Cuối đời

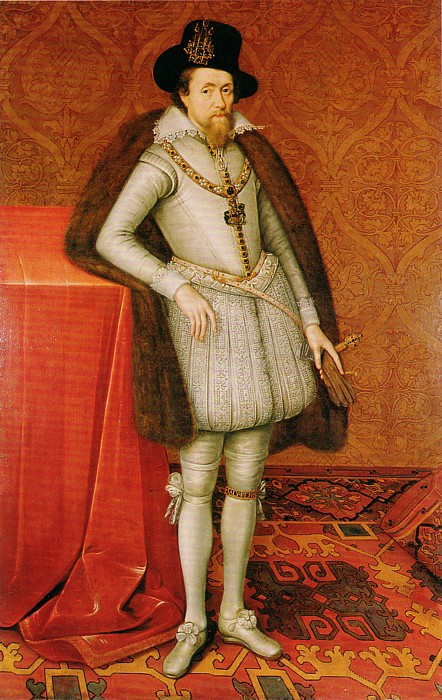
Chân dung James I, tranh của John de Critz, khoảng năm 1606.

Hình ảnh của Elizabeth thay đổi theo tuổi tác và khi cuộc sống độc thân được khẳng định. Nữ vương được miêu tả như là Belphoebe hay Astraea, sau chiến thắng Armada, là Gloriana, còn trong thi ca của Edmund Spencer, là Faerie Queene, Nữ vương muôn đời tươi trẻ. Các bức họa chân dung của Nữ vương ngày càng trở nên siêu thực và Nữ vương trở thành một hình tượng bí ẩn trông trẻ trung hơn thực tế rất nhiều. Trong thực tế, da mặt Nữ vương bị rỗ hoa do mắc bệnh đậu mùa năm 1562, bà bị hói đầu nên phụ thuộc vào tóc giả và mỹ phẩm.
Giai đoạn sau chiến thắng Armada năm 1588 là những năm khó khăn kéo dài cho đến lúc kết thúc triều đại Elizabeth. Tranh chấp với Tây Ban Nha và Ireland cứ dai dẳng, gánh nặng thuế má càng nặng hơn, thêm vào đó là thất mùa và chi phí chiến tranh. Vật giá càng leo thang mức sống càng xuống thấp. Trong khi đó, các biện pháp trấn áp người Công giáo được tăng cường, đến năm 1591, Elizabeth cho phép thẩm vấn và lục soát nhà ở người Công giáo. Elizabeth ngày càng phụ thuộc vào các phương tiện tuyên truyền để nuôi dưỡng trong dân chúng ảo tưởng về một đất nước an bình và thịnh vượng. Trong những năm cuối, sự chỉ trích gia tăng phản ánh sự bất bình của thần dân đối với Nữ vương.
Tuy nhiên, đây chính là thời kỳ hoàng kim của văn học Anh. Những dấu hiệu đầu tiên của phong trào văn học mới khởi phát vào cuối thập niên thứ hai của triều đại Elizabeth với "Euphues" của John Lyly, và "The Shepheardes Calender" của Edmund Spencer trong năm 1578. Trong thập niên 1590, một số trong những tài năng lớn nhất của nền văn học Anh đến độ chín mùi, trong đó có William Shakespeare và Christopher Marlowe. Cùng với thời kỳ Jacobe kế tiếp, nền kịch nghệ Anh đạt đến đỉnh điểm của mình. Khái niệm về thời đại Elizabeth huy hoàng được xây dựng bởi những tên tuổi trong các lãnh vực kiến trúc, kịch nghệ, thi ca và âm nhạc.
Ngày 4 tháng 8 năm 1598, cố vấn thân cận nhất của Elizabeth, Nam tước Burghley, từ trần. Con trai của ông, Robert Cecil, được chọn làm người thay thế, sau đó trở thành người lãnh đạo chính phủ. Một trong những nhiệm vụ của Cecil là chuẩn bị cho một tiến trình chuyển giao quyền lực êm thắm. Do Elizabeth không công khai chọn người kế nhiệm nên Cecil phải làm việc trong bí mật. Cecil thương thảo riêng với vua James VI của Scotland, người thừa kế hợp pháp nhưng không được công nhận. Theo lời khuyên của Cecil, James cố làm Elizabeth khuây khỏa và "chiếm được cảm tình của bậc chí tôn". Theo sử gia J. E. Neale, dù không công khai tuyên bố truyền ngôi cho James, quần thần đều biết ý định này của Nữ vương.
Sức khỏe của Elizabeth vẫn tốt cho đến mùa thu năm 1602, một loạt những cái chết của bạn hữu khiến Nữ vương rơi vào tình trạng trầm cảm nghiêm trọng. Tháng 2 năm 1603, cô em họ cũng là người bạn thân tín, Catherine Carey, Nữ Công tước xứ Nottingham, qua đời; đây là cú sốc đối với Nữ vương. Tháng 3, Elizabeth ngã bệnh và vùi mình trong "nỗi sầu khổ khôn nguôi". Elizabeth mất ngày 24 tháng 3 năm 1603 tại Lâu đài Richmond, khoảng giữa hai giờ và ba giờ sáng. Vài giờ sau, Cecil và hội đồng công bố James Stuart của Scotland trở thành vua James I của Anh.
Quan tài của Elizabeth được mang đi ngay trong đêm trên thuyền rồng đến Lâu đài Whitehall. Trong tang lễ tổ chức vào ngày 28 tháng 4, quan tài của Nữ vương, phủ bằng nhung tím, được đưa đến Điện Westminster trên xe tang bốn ngựa kéo. Ghi chép của nhà viết sử John Stow:
| “ | Westminster bao phủ đầy người thuộc mọi tầng lớp, tràn ngập đường phố, các ngôi nhà, mọi cửa sổ, trên mái nhà, tập hợp tại đây để dự tang lễ. Khi đám đông nhìn thấy tượng Nữ vương trên quan tài, liền vang lên tiếng thở dài, rên rỉ, than khóc như chưa từng xảy ra bao giờ | ” |

## Di sản

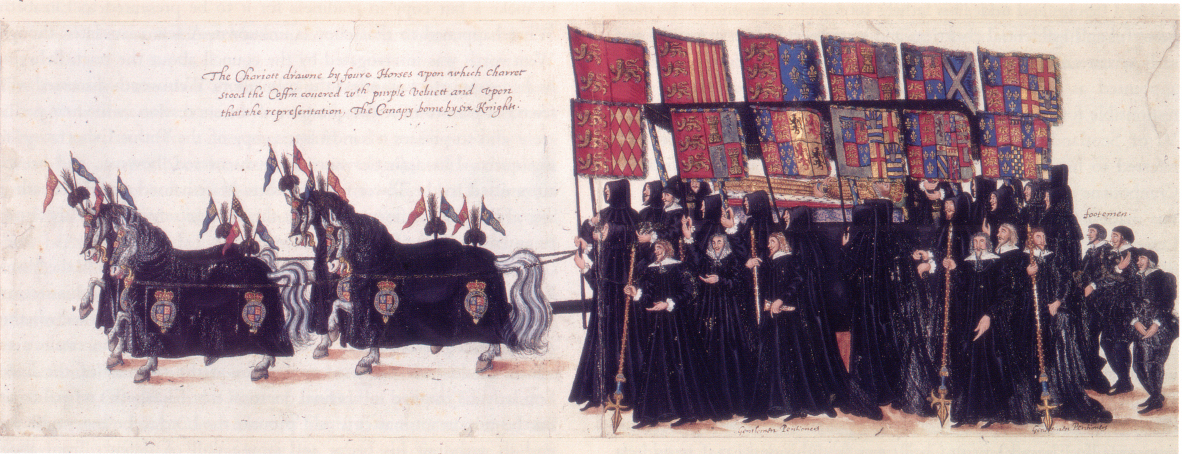
Đám tang của Elizabeth năm 1603

Dù than khóc tiếc thương, dân chúng cảm thấy nhẹ nhõm khi Nữ vương qua đời. Sự xuất hiện một thế hệ lãnh đạo mới mang đến những tín hiệu tốt ban đầu với nỗ lực kết thúc cuộc chiến chống Tây Ban Nha năm 1604 và cắt giảm thuế. Mãi cho đến năm 1612 khi Robert Cecil qua đời, chính sách của triều đình không có nhiều thay đổi so với trước đây. Tuy vậy, triều đại James I không được lòng dân khi nhà vua giao trọng trách cho những người thân tín; đến thập niên 1620, dân chúng bắt đầu nhớ về Elizabeth với sự tiếc nuối. Nữ vương được tôn vinh như là một nữ anh hùng đấu tranh cho chính nghĩa Kháng Cách và là nhà lãnh đạo một thời kỳ hoàng kim, trong khi họ xem James là người ủng hộ Công giáo, dưới tay là đám triều thần thối nát.
Trong những năm cuối đời, hình ảnh huy hoàng của Elizabeth được tô điểm rực rỡ hơn, những khó khăn kinh tế, quân sự và tình trạng phân hóa được xem là những vấn nạn nhất thời và thanh danh của Nữ vương càng lên cao. Triều đại Elizabeth được lý tưởng hóa để trở thành một thời kỳ mà hoàng gia, giáo hội và quốc hội hoạt động hài hòa trong sự cân bằng quyền lực được quy định bởi hiến pháp.
Hình tượng của Elizabeth được miêu tả bởi những người Kháng Cách ngưỡng mộ bà từ thế kỷ XVII gây nhiều ảnh hưởng và có giá trị lâu dài. Ký ức về Nữ vương trở nên sống động khi xảy ra chiến tranh chống Napoleon, lúc ấy nước Anh đang cận kề họa ngoại xâm. Trong thời kỳ Victoria, huyền thoại Elizabeth hội nhập dễ dàng vào ý thức hệ của đế chế. Đến giữa thế kỷ XX, Elizabeth trở nên biểu tượng lãng mạn cho tinh thần dân tộc chống lại hiểm họa ngoại bang. Các sử gia trong giai đoạn này như J. E. Neale (1934), và A. L. Rowse (1950) xem triều đại Elizabeth là thời kỳ hoàng kim của sự tiến bộ.
Tuy nhiên, các sử gia hiện đại có quan điểm nghiêm khắc hơn về Elizabeth. Sự kiện nổi bật nhất trong thời trị vì của bà là chiến tích đánh bại Armada, và những cuộc tập kích nhắm vào người Tây Ban Nha như vụ Cádiz trong năm 1578 và 1596, song một số sử gia cũng chỉ ra những thất bại quân sự trên bờ cũng như trên mặt biển như vụ "Island voyage" năm 1597. Cung cách Elizabeth giải quyết các vấn đề ở Ireland là một vết ố trên bảng thành tích của bà. Do thiếu quyết đoán trong chính sách đối ngoại, khó có thể xem Elizabeth là một quân vương dũng cảm đứng ra bảo vệ các quốc gia Kháng Cách chống lại Tây Ban Nha và nhà Habsburg. Thường khi Nữ vương chỉ cung ứng sự trợ giúp tối thiểu cho các lân bang Kháng Cách, và không chịu cấp tiền đầy đủ cho các tướng lĩnh hầu có thể thay đổi tình hình ở hải ngoại.

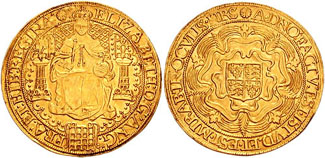
Một đồng sovereign thời Elizabeth, mặt trước khắc hình Nữ vương cầm vương trượng và quả cầu thánh giá, mặt sau khắc huy hiệu vương gia bên trong bông hồng Tudor.

Việc Elizabeth thiết lập giáo hội Anh đã giúp định hình bản sắc dân tộc cho nước Anh cho đến ngày nay. Song, những người tôn vinh bà như là người anh hùng của chính nghĩa Kháng Cách đã bỏ qua sự kiện Nữ vương từ chối bác bỏ tất cả nghi thức Công giáo. Các sử gia cũng ghi nhận rằng lúc ấy các tín hữu Kháng Cách sùng tín xem Đạo luật Settlement and Uniformity năm 1559 của Nữ vương là một sự thỏa hiệp. Thật vậy, Elizabeth xem đức tin là một vấn đề cá nhân, và không muốn, theo cách nói của Francis Bacon, "thâm nhập vào lòng và tư tưởng thầm kín của người khác".
Dù chủ trương phòng thủ trong chính sách ngoại giao, triều đại Elizabeth chứng kiến sự thăng tiến vượt bậc của nước Anh trên trường quốc tế. Giáo hoàng Xíttô V nhận xét về bà với sự kinh ngạc, "[Elizabeth] chỉ là một phụ nữ, bà chủ trên một nửa hòn đảo, nhưng đã làm Tây Ban Nha, Pháp, Thánh chế La Mã, và mọi người khiếp sợ". Trong thời trị vì của Nữ vương, nước Anh giành được lòng tự tin và quyền tự quyết trong khi cả thế giới Cơ Đốc giáo đang bị phân hóa. Elizabeth là người đầu tiên trong dòng họ Tudor thừa nhận rằng một quân vương chỉ có thể cai trị đất nước với sự đồng thuận của người dân. Do đó, Nữ vương luôn hợp tác với quốc hội và các cố vấn là những người bà tin là dám nói lên sự thật – nghệ thuật trị nước mà những quân vương thuộc dòng họ Stuart đã không chịu học hỏi. Trong khi một số sử gia cho rằng bà là người may mắn, Elizabeth tin rằng bà được Thiên Chúa phù trợ. Tự hào là một người Anh, Nữ vương tin rằng Thiên Chúa, những lời khuyên chân tình, và tình yêu thần dân dành cho bà là những nhân tố xây đắp sự thành công của triều đại Elizabeth. Trong một lần cầu nguyện, Elizabeth dâng lời tạ ơn Thiên Chúa:
| “ | Trong lúc chiến tranh và bạo loạn cùng sự ngược đãi luôn quấy nhiễu các vua chúa và các lân bang, thì triều đại tôi vui hưởng thái bình, và bờ cõi tôi là nơi ẩn náu cho hội thánh của Chúa. Tình yêu sắt son thần dân dành cho tôi khiến kẻ thù của tôi vỡ mộng. | ” |

## Hình ảnh Elizabeth I trong văn hóa
Trải qua bốn thế kỷ, Nữ vương Elizabeth I là nguồn cảm hứng cho nhiều tác phẩm văn học nghệ thuật.

### Hội họa, văn học, kịch nghệ, và âm nhạc
- Những bài viết của chính Elizabeth với số lượng đáng kể, được Nhà xuất bản Đại học Chicago sưu tập và ấn hành dưới tựa đề Elizabeth I: Collected Works.
- Trong Portraiture of Elizabeth I, những bức chân dung của Nữ vương với trang phục sang trọng.
- Trong vở King Henry VIII của William Shakespeare có cảnh thông báo sự ra đời của Elizabeth cũng như cảnh cô chịu lễ rửa tội.
- Biệt danh "The Faerie Queen" của Elizabeth đến từ thiên sử thi cùng tên của Edmund Spenser.
- Elizabeth là nhân vật chnhs trong vở kịch Mary Stuart của Friedrich Schiller (1800).
- Elizabeth cũng xuất hiện trong cuốn tiểu thuyết Kenilworth của Sir Walter Scott.
- Cô thiếu nữ Elizabeth có mặt trong The Prince and the Pauper của Mark Twain.
- Nhà soạn kịch người Mỹ và là khôi nguyên Giải Pulitzer Maxwell Anderson trình bày cuộc đời Elizabeth trong hai vở kịch nổi tiếng nhất của ông, Elizabeth the Queen (1930), và Mary of Scotland (1933).
- Margaret Irwin viết ba cuốn tiểu thuyết về tuổi trẻ của Elizabeth: Young Bess (1945), Elizabeth, Captive Princess (1950), và Elizabeth and the Prince of Spain (1953).
- Mary M. Luke cũng viết một ba cuốn về Nhà Tudor: Catherine the Queen (1968), A Crown for Elizabeth (1970), và Gloriana: The Years of Elizabeth I (1973).
- All the Queen’s Men của Evelyn Anthony (1960).
- No Great Magi của Fritz Leiber (1963).
- Vivat! Vivat Regina! của Robert Bolt (1970)
- The Queen and the Gypsy của Constance Heaven (1977)
- My Enemy the Queen của Victoria Holt (1978)
- Queen of This Realm của Jean Plaidy (1984)
- Legacy của Susan Kay (1985)
- Much Suspected of Me của Maureen Peters (1991)
- I, Elizabeth của Rosalind Miles (1994).
- To Shield the Queen, một bộ tám cuốn nói về Ursula Blanchard, một tùy tùng của Elizabeth, của Fiona Buckley (1997–2006).
- Elizabeth I, Red Rose of the House of Tudor của Kathryn Lasky, viết cho thiếu nhi (1999).
- Một bộ chín cuốn tiểu thuyết: The Poyson Garden (2000), The Tidal Poole (2000), The Twylight Tower (2002), The Queene's Cure (2003), The Thorne Maze (2003), The Queene's Christmas (2004), The Fyre Mirror (2006), The Fatal Fashione (2006), và The Hooded Hawke (2007) của Karen Harper.
- Beware, Princess Elizabeth, tiểu thuyết cho trẻ em của Carolyn Meyer (2001).
- Robin Maxwell viết ba cuốn tiểu thuyết về Elizabeth: Virgin: Prelude to the Throne (2001), The Secret Diary of Anne Boleyn, và The Queen's Bastard (1999).
- Trong sáu cuốn sách của Philippa Gregory viết về Nhà Tudor, có năm cuốn viết về Elizabeth: The Other Boleyn Girl (2001), The Boleyn Inheritance (2006), The Queen's Fool (2003), The Virgin's Lover (2004), và "The Other Queen" (2008).
- Queen Elizabeth I: A Children's Picture Book của Richard Brassey (2005)
- Queen Elizabeth I and Her Conquests của Margret Simpson (2006)
- The Lady Elizabeth (2008) của Alison Weir.
- Elizabeth the Queen, kịch của Maxwell Anderson
- Elizabeth Rex, kịch của Timothy Findley (2000)
- Elizabeth I (2011) tiểu thuyết của Margaret George.

### Opera
- Henry Purcell wrote a 1692 semi-opera The Fairy-Queen, an adaptation of Shakespeare's A Midsummer Night's Dream. One of Elizabeth's nicknames was "The Faerie Queen", after the poem in her honour by Edmund Spenser.
- Gioacchino Rossini wrote his first Neapolitan opera on the subject of Elizabeth I, Elisabetta, regina d'Inghilterra, in 1814–15, ultimately based on a three-volume Gothic romance novel, The Recess, by Sophia Lee.
- Elizabeth appears in three operas by Gaetano Donizetti, Il castello di Kenilworth (1829) after Walter Scott, Maria Stuarda (1834), based loosely on Schiller's play; and Roberto Devereux (1837) about her affair with the Earl of Essex.
- Benjamin Britten wrote an opera, Gloriana, about the relationship between Elizabeth and Essex, composed for the 1953 coronation of Elizabeth II.

### Kịch, Điện ảnh, và Truyền hình
Hình tượng Elizabeth xuất hiện nhiều trên sân khấu kịch, trong phim điện ảnh và truyền hình. Thật vậy, bà là quân vương nước Anh được làm phim nhiều nhất. George MacDonald Fraser wrote "no historic figure has been represented more honestly in the cinema, or better served by her players".

### Kịch
- Lynn Fontanne trong Elizabeth the Queen, - 1930; kịch của Maxwell Anderson
- Diane D'Aquila trong Elizabeth Rex, - 2000 kịch của Timothy Findley
- Stephanie Barton-Farcas trong Elizabeth Rex, - 2008;[116]

### Điện ảnh

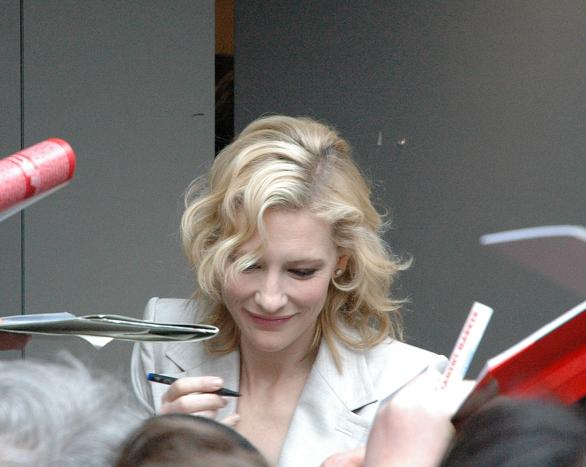
Cate Blanchett đóng vai Elizabeth, hai lần được đề cử Giải Oscar.

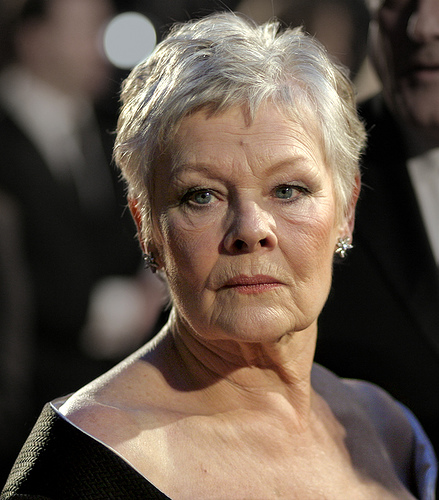
Judi Dench, đoạt Giải Oscar với vai Elizabeth trong phim Shakespeare in Love.

Trong điện ảnh, các diễn viên sau từng đóng vai Elizabeth:
- Sarah Bernhardt trong phim câm của Pháp Les Amours de la reine Élisabeth (1912), về mối tình của Elizabeth với Bá tước Essex
- Gladys Ffolliott trong phim câm của Anh, Old Bill Through the Ages (1924)
- Athene Seyler trong Drake of England (1935)
- Florence Eldridge trong Mary of Scotland (1936), chuyển thể từ một vở kịch của Maxwell Anderson với Katharine Hepburn trong vai Mary, Nữ vương Scots
- Gwendolyn Jones trong The Prince and the Pauper (1937)
- Yvette Pienne trong phim Pháp Pearls of the Crown (1937)
- Flora Robson trong Fire Over England (1937) và The Sea Hawk (1940)
- Bette Davis trong The Private Lives of Elizabeth and Essex (1939) và The Virgin Queen (1955)
- Maria Koppenhöfer trong phim Đức Das Herz der Königin (1940), về Mary, Nữ vương Scots
- Olga Lindo trong phim Anh Time Flies (1944)
- Jean Simmons trong Young Bess (1953)
- Agnes Moorehead trong The Story of Mankind (1957)
- Irene Worth trong Seven Seas to Calais (1962)
- Catherine Lacey trong The Fighting Prince of Donegal (1966)
- Glenda Jackson trong bộ phim Elizabeth R (1971) của BBC, và trong Mary, Nữ vương Scotland (1971), với Vanessa Redgrave trong vai Mary
- Jenny Runacre trong phim Jubilee của Derek Jarman (1977)
- Lalla Ward trong phim Crossed Swords (1977), chuyển thể từ The Prince and the Pauper
- Quentin Crisp trong phim Orlando (1992)
- Cate Blanchett trong phim Elizabeth (1998) và Elizabeth: The Golden Age (2007), với cả hai phim này, Cate Blanchett đều được đề cử Giải Oscar cho diễn viên chính xuất sắc nhất.
- Judi Dench trong phim Shakespeare in Love (1998), Judi Dench được trao giải Oscar cho vai phụ hay nhất.
- Helen Mirren trong bộ phim truyền hình Elizabeth I (2005).
- Vanessa Redgrave và Joely Richardson đóng vai Elizabeth trong phim Anonymous (2011)
- Margot Robbie trong phim Mary Queen of Scots (2018)

### Truyền hình
Trên truyền hình, vai Elizabeth được giao cho:
- Dorothy Black trong The Dark Lady of the Sonnets (1946) trên đài BBC.
- Mildred Natwick trong Mary of Scotland (1951), chuyển thể từ một vở kịch của Maxwell Anderson
- Maxine Audley trong bộ phim Kenilworth (1957) của BBC, chuyển thể từ tiểu thuyết của Scott
- Peggy Thorpe-Bates bộ phim Queen's Champion (1958) của BBC.
- Mecha Ortiz trong Elizabeth Is Dead (1960)
- Jane Wenham trong bộ phim An Age of Kings (1960) của BBC,
- Jean Kent trong bộ phim phiêu lưu của Anh Sir Francis Drake (1961)
- Katya Douglas trong The Prince and the Pauper (1962),
- Susan Engel trong bộ phim The Queen's Traitor (1967) của BBC, về âm mưu của Ridolfi
- Judith Anderson trong phim Elizabeth the Queen (1968), chuyển thể từ một vở kịch của Maxwell Anderson. Judith Anderson được đề cử Giải Emmy nhờ phim này.
- Gemma Jones trong bộ phim Kenilworth (1968) của BBC, chuyển thể từ tiểu thuyết của Scott
- Glenda Jackson trong bộ phim Elizabeth R (1971) của BBC, Glenda Jackson đoạt hai Giải Emmy nhờ bộ phim này.
- Josephine Barstow trong Gloriana (2000)
- Imogen Slaughter trong phim tài liệu Elizabeth (2000)
- Lorna Lacey trong bộ phim Henry VIII (2003) của Granada Television
- Catherine McCormack trong bộ phim Gunpowder, Treason & Plot (2004) của BBC
- Anne-Marie Duff trong bộ phim The Virgin Queen (2005) của BBC
- Helen Mirren trong bộ phim Elizabeth I (2005), Helen Mirren được trao giải Emmy
- Kate Duggan, Claire MacCauley và Laoise Murray lần lượt thủ vai Elizabeth trong mùa 2, mùa 3 và mùa 4 của bộ phim The Tudors (2007 - 2010)
- Rachel Skarsten trong bộ phim Reign (2013) của đài CW
- Alicia von Rittberg trong phim Becoming Elizabeth (2022) của Starz

## Phả hệ
| Tổ phụ | Cụ | Ông, bà | Bố, mẹ |

| Edmund Tudor | Edmund Tudor | Edmund Tudor | Edmund Tudor | Edmund Tudor | Edmund Tudor |                   |                   |                   |                   |                   |                   | Margaret Beaufort | Margaret Beaufort | Margaret Beaufort | Margaret Beaufort | Margaret Beaufort  | Margaret Beaufort  |                    |                    | Edward IV của Anh  | Edward IV của Anh  | Edward IV của Anh | Edward IV của Anh | Edward IV của Anh | Edward IV của Anh |                   |                   |                   |                   |                   |                   | Elizabeth Woodville | Elizabeth Woodville | Elizabeth Woodville | Elizabeth Woodville | Elizabeth Woodville | Elizabeth Woodville |  |  | William Boleyn | William Boleyn | William Boleyn | William Boleyn | William Boleyn | William Boleyn |               |               |               |               |               |               | Margaret Butler | Margaret Butler | Margaret Butler | Margaret Butler | Margaret Butler | Margaret Butler |             |             | Thomas Howard, Bá tước thứ 2 của Norfolk | Thomas Howard, Bá tước thứ 2 của Norfolk | Thomas Howard, Bá tước thứ 2 của Norfolk | Thomas Howard, Bá tước thứ 2 của Norfolk | Thomas Howard, Bá tước thứ 2 của Norfolk | Thomas Howard, Bá tước thứ 2 của Norfolk |                  |                  |                  |                  |                  |                  | Elizabeth Tilney | Elizabeth Tilney | Elizabeth Tilney | Elizabeth Tilney | Elizabeth Tilney | Elizabeth Tilney |  |  |  |  |
| Edmund Tudor | Edmund Tudor | Edmund Tudor | Edmund Tudor | Edmund Tudor | Edmund Tudor |                   |                   |                   |                   |                   |                   | Margaret Beaufort | Margaret Beaufort | Margaret Beaufort | Margaret Beaufort | Margaret Beaufort  | Margaret Beaufort  |                    |                    | Edward IV của Anh  | Edward IV của Anh  | Edward IV của Anh | Edward IV của Anh | Edward IV của Anh | Edward IV của Anh |                   |                   |                   |                   |                   |                   | Elizabeth Woodville | Elizabeth Woodville | Elizabeth Woodville | Elizabeth Woodville | Elizabeth Woodville | Elizabeth Woodville |  |  | William Boleyn | William Boleyn | William Boleyn | William Boleyn | William Boleyn | William Boleyn |               |               |               |               |               |               | Margaret Butler | Margaret Butler | Margaret Butler | Margaret Butler | Margaret Butler | Margaret Butler |             |             | Thomas Howard, Bá tước thứ 2 của Norfolk | Thomas Howard, Bá tước thứ 2 của Norfolk | Thomas Howard, Bá tước thứ 2 của Norfolk | Thomas Howard, Bá tước thứ 2 của Norfolk | Thomas Howard, Bá tước thứ 2 của Norfolk | Thomas Howard, Bá tước thứ 2 của Norfolk |                  |                  |                  |                  |                  |                  | Elizabeth Tilney | Elizabeth Tilney | Elizabeth Tilney | Elizabeth Tilney | Elizabeth Tilney | Elizabeth Tilney |  |  |  |  |
|              |              |              |              |              |              |                   |                   |                   |                   |                   |                   |                   |                   |                   |                   |                    |                    |                    |                    |                    |                    |                   |                   |                   |                   |                   |                   |                   |                   |                   |                   |                     |                     |                     |                     |                     |                     |  |  |                |                |                |                |                |                |               |               |               |               |               |               |                 |                 |                 |                 |                 |                 |             |             |                                          |                                          |                                          |                                          |                                          |                                          |                  |                  |                  |                  |                  |                  |                  |                  |                  |                  |                  |                  |  |  |  |  |
|              |              |              |              |              |              | Henry VII của Anh | Henry VII của Anh | Henry VII của Anh | Henry VII của Anh | Henry VII của Anh | Henry VII của Anh |                   |                   |                   |                   |                    |                    |                    |                    |                    |                    |                   |                   |                   |                   | Elizabeth xứ York | Elizabeth xứ York | Elizabeth xứ York | Elizabeth xứ York | Elizabeth xứ York | Elizabeth xứ York |                     |                     |                     |                     |                     |                     |  |  |                |                |                |                |                |                | Thomas Boleyn | Thomas Boleyn | Thomas Boleyn | Thomas Boleyn | Thomas Boleyn | Thomas Boleyn |                 |                 |                 |                 |                 |                 |             |             |                                          |                                          |                                          |                                          |                                          |                                          | Elizabeth Howard | Elizabeth Howard | Elizabeth Howard | Elizabeth Howard | Elizabeth Howard | Elizabeth Howard |                  |                  |                  |                  |                  |                  |  |  |  |  |
|              |              |              |              |              |              | Henry VII của Anh | Henry VII của Anh | Henry VII của Anh | Henry VII của Anh | Henry VII của Anh | Henry VII của Anh |                   |                   |                   |                   |                    |                    |                    |                    |                    |                    |                   |                   |                   |                   | Elizabeth xứ York | Elizabeth xứ York | Elizabeth xứ York | Elizabeth xứ York | Elizabeth xứ York | Elizabeth xứ York |                     |                     |                     |                     |                     |                     |  |  |                |                |                |                |                |                | Thomas Boleyn | Thomas Boleyn | Thomas Boleyn | Thomas Boleyn | Thomas Boleyn | Thomas Boleyn |                 |                 |                 |                 |                 |                 |             |             |                                          |                                          |                                          |                                          |                                          |                                          | Elizabeth Howard | Elizabeth Howard | Elizabeth Howard | Elizabeth Howard | Elizabeth Howard | Elizabeth Howard |                  |                  |                  |                  |                  |                  |  |  |  |  |
|              |              |              |              |              |              |                   |                   |                   |                   |                   |                   |                   |                   |                   |                   |                    |                    |                    |                    |                    |                    |                   |                   |                   |                   |                   |                   |                   |                   |                   |                   |                     |                     |                     |                     |                     |                     |  |  |                |                |                |                |                |                |               |               |               |               |               |               |                 |                 |                 |                 |                 |                 |             |             |                                          |                                          |                                          |                                          |                                          |                                          |                  |                  |                  |                  |                  |                  |                  |                  |                  |                  |                  |                  |  |  |  |  |
|              |              |              |              |              |              |                   |                   |                   |                   |                   |                   |                   |                   |                   |                   | Henry VIII của Anh | Henry VIII của Anh | Henry VIII của Anh | Henry VIII của Anh | Henry VIII của Anh | Henry VIII của Anh |                   |                   |                   |                   |                   |                   |                   |                   |                   |                   |                     |                     |                     |                     |                     |                     |  |  |                |                |                |                |                |                |               |               |               |               |               |               |                 |                 |                 |                 | Anne Boleyn     | Anne Boleyn     | Anne Boleyn | Anne Boleyn | Anne Boleyn                              | Anne Boleyn                              |                                          |                                          |                                          |                                          |                  |                  |                  |                  |                  |                  |                  |                  |                  |                  |                  |                  |  |  |  |  |
|              |              |              |              |              |              |                   |                   |                   |                   |                   |                   |                   |                   |                   |                   | Henry VIII của Anh | Henry VIII của Anh | Henry VIII của Anh | Henry VIII của Anh | Henry VIII của Anh | Henry VIII của Anh |                   |                   |                   |                   |                   |                   |                   |                   |                   |                   |                     |                     |                     |                     |                     |                     |  |  |                |                |                |                |                |                |               |               |               |               |               |               |                 |                 |                 |                 | Anne Boleyn     | Anne Boleyn     | Anne Boleyn | Anne Boleyn | Anne Boleyn                              | Anne Boleyn                              |                                          |                                          |                                          |                                          |                  |                  |                  |                  |                  |                  |                  |                  |                  |                  |                  |                  |  |  |  |  |
|              |              |              |              |              |              |                   |                   |                   |                   |                   |                   |                   |                   |                   |                   |                    |                    |                    |                    |                    |                    |                   |                   |                   |                   |                   |                   |                   |                   |                   |                   |                     |                     |                     |                     |                     |                     |  |  |                |                |                |                |                |                |               |               |               |               |               |               |                 |                 |                 |                 |                 |                 |             |             |                                          |                                          |                                          |                                          |                                          |                                          |                  |                  |                  |                  |                  |                  |                  |                  |                  |                  |                  |                  |  |  |  |  |
|              |              |              |              |              |              |                   |                   |                   |                   |                   |                   |                   |                   |                   |                   |                    |                    |                    |                    |                    |                    |                   |                   |                   |                   |                   |                   |                   |                   |                   |                   |                     |                     |                     |                     | Elizabeth I         |                     |  |  |                |                |                |                |                |                |               |               |               |               |               |               |                 |                 |                 |                 |                 |                 |             |             |                                          |                                          |                                          |                                          |                                          |                                          |                  |                  |                  |                  |                  |                  |                  |                  |                  |                  |                  |                  |  |  |  |  |